# Dôme des Nants
Le dôme des Nants  est un sommet englacé de France situé dans le massif de la Vanoise, en Savoie.

## Géographie
Le dôme des Nants est situé dans le centre des glaciers de la Vanoise, entouré par le dôme de Chasseforêt à l'est, le glacier de l'Arpont au sud-est, le dôme de l'Arpont au sud, le glacier des Nants au nord-ouest et le glacier et dôme des Sonnailles au nord. Il culmine à 3 562 mètres d'altitude, dominant la vallée du doron de Chavière à l'ouest.
La limite communale entre Pralognan-la-Vanoise et Val-Cenis passe au sommet du dôme. Il est inclus dans la zone cœur du parc national de la Vanoise.

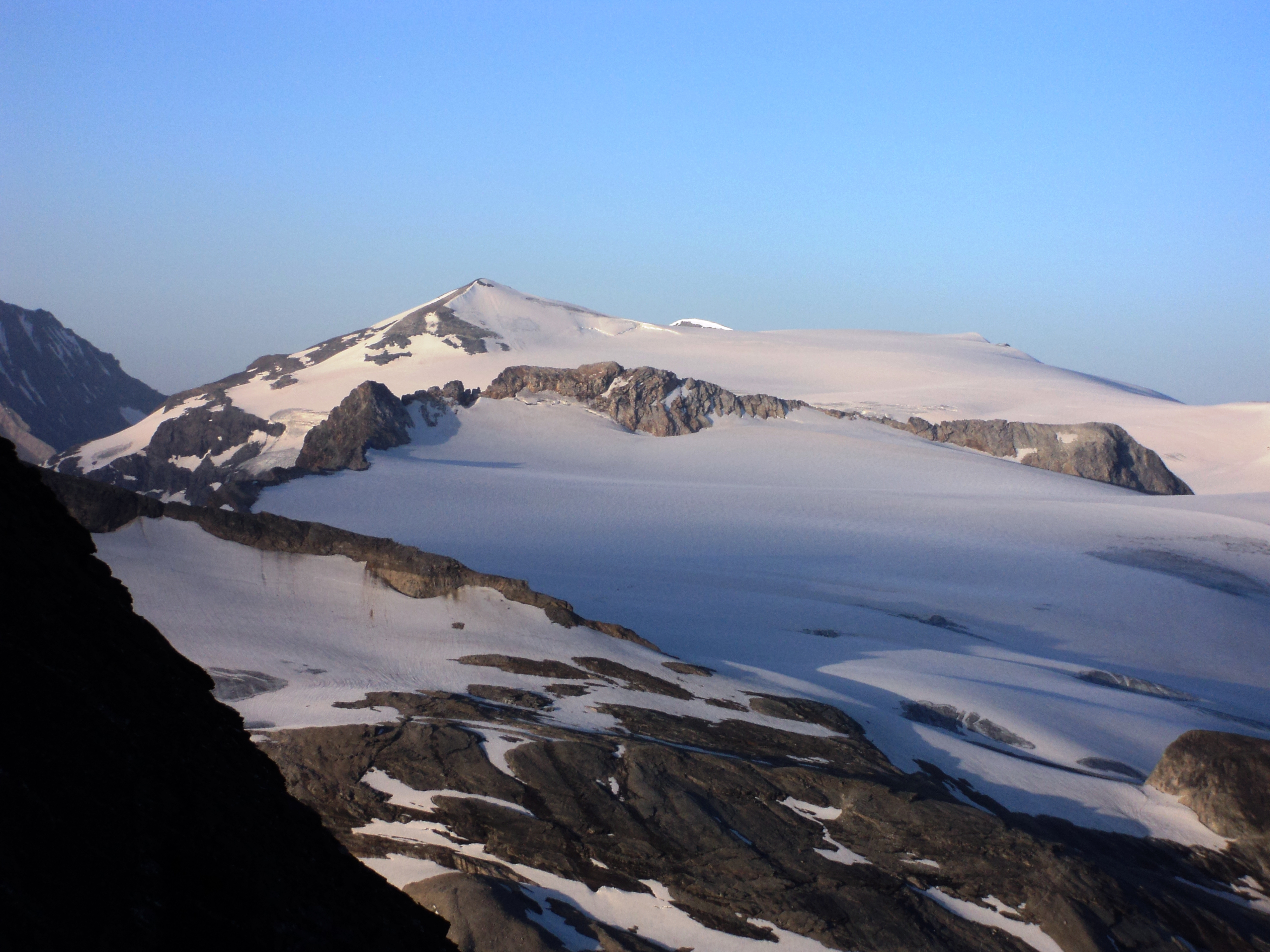
Vue depuis la Grande Casse au nord-est des glaciers de la Vanoise avec à l'horizon le dôme de Chasseforêt sur la gauche et celui des Nants à droite.